# Glaseado real

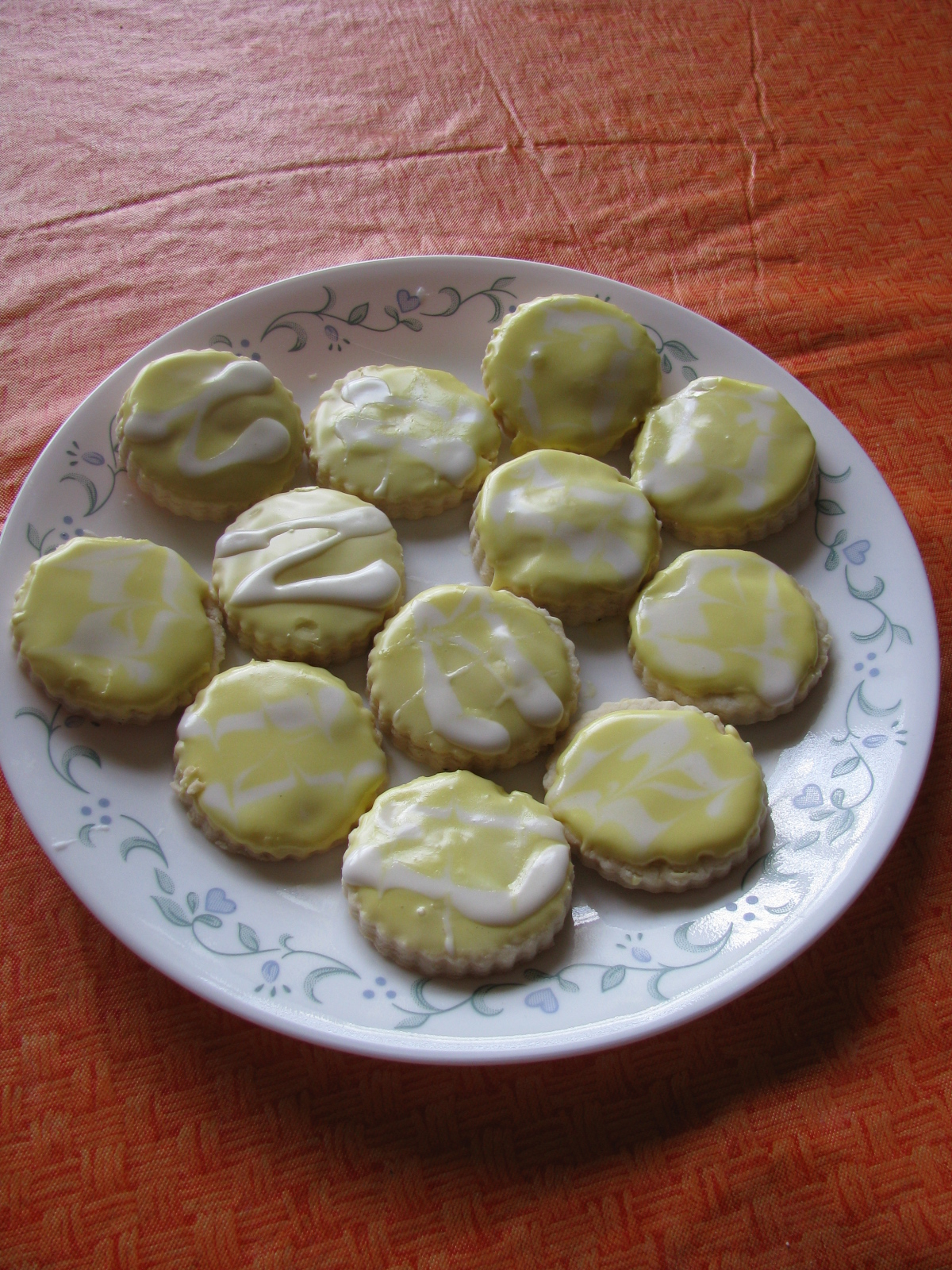
Galletas de shortbread de limón con glaseado real.

El glaseado real es un glaseado blanco y duro hecho de clara de huevo batida suavemente con azúcar glas y a veces zumo de limón o lima. Se usa en tartas de Navidad, de bodas, casas de pan de jengibre y muchos otros pasteles y galletas, tanto como cobertura suave al estilo del mazapán como en picos afilados. Ocasionalmente se añade glicerina para evitar que se endurezca demasiado.
Además de para recubrir tartas y galletas, el glaseado real suele considerarse decorativo, ya que puede usarse para crear muchos efectos decorativos, como flores y figuras. El glaseado real se moldea con ayuda de una manga pastelera, dejándolo secar en una superficie antiadherente. Estas figuras pueden luego usarse para crear efectos decorativos comestibles en diversos platos dulces.

## Riesgos para la salud
Aunque el glaseado real ha sido preparado tradicionalmente con claras de huevos frescos, mucha gente las sustituye por merengue en polvo para evitar el riesgo de salmonelosis de los huevos crudos. Alternativamente pueden usarse claras de huevo pasteurizadas y refrigeradas listas para usar.